# الاوخیدیر
ال اوخیدیر یک منطقهٔ مسکونی در عربستان سعودی است که در استان مکه واقع شده‌است.